# Violante
Violante (dite aussi "La Bella Gatta" en italien) est une peinture à l'huile réalisée par le peintre vénitien Titien, datée de vers 1515 et conservée au Kunsthistorisches Museum de Vienne.

## Histoire
L'œuvre faisait  partie de la collection vénitienne de Bartolomeo della Nave et en 1636, elle fut vendue au duc de Hamilton, qui la rapporta à Londres. En 1659, le tableau fut acheté par l'Archiduc Léopold Guillaume d'Autriche, dont la collection est devenue plus tard une partie de l'actuel musée.

Le titre fait référence à l'identification traditionnelle avec Violante, la fille du peintre Palma l'Ancien (auquel la peinture a été attribuée pendant une longue période), sans cependant aucune preuve. Une gravure de David Teniers le Jeune montre la peinture ayant une taille bien plus grande, bien qu'une représentation de la galerie de l'Archiduc effectuée par le même artiste la met en scène à sa taille actuelle. La peinture doit avoir été populaire puisqu'elle a fait partie du cabinet de l'Archiduc.

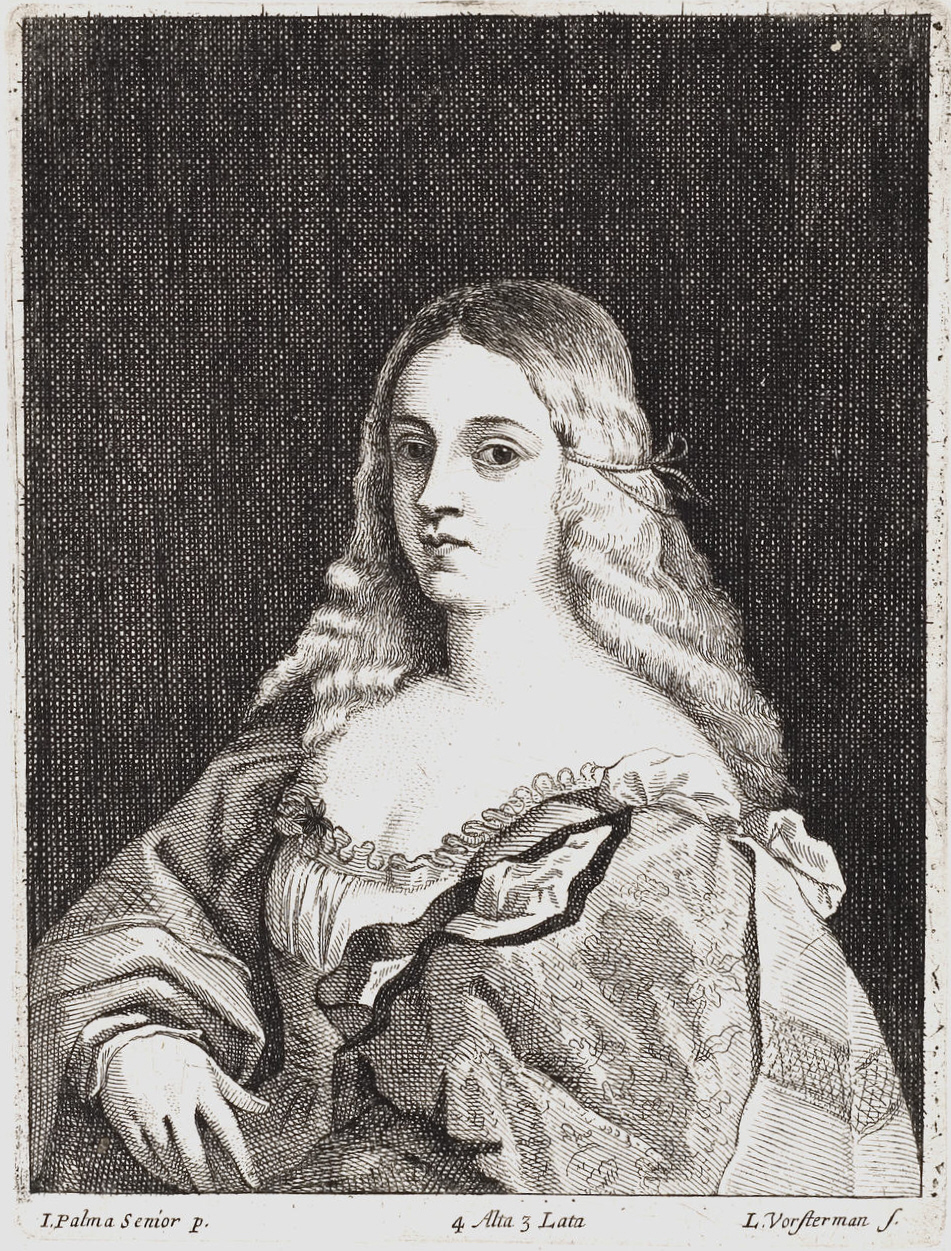
Gravure par Arolsen klebeband, version du catalogue par Teniers, qui montre l'ancienne attribution à Palma l'Ancien
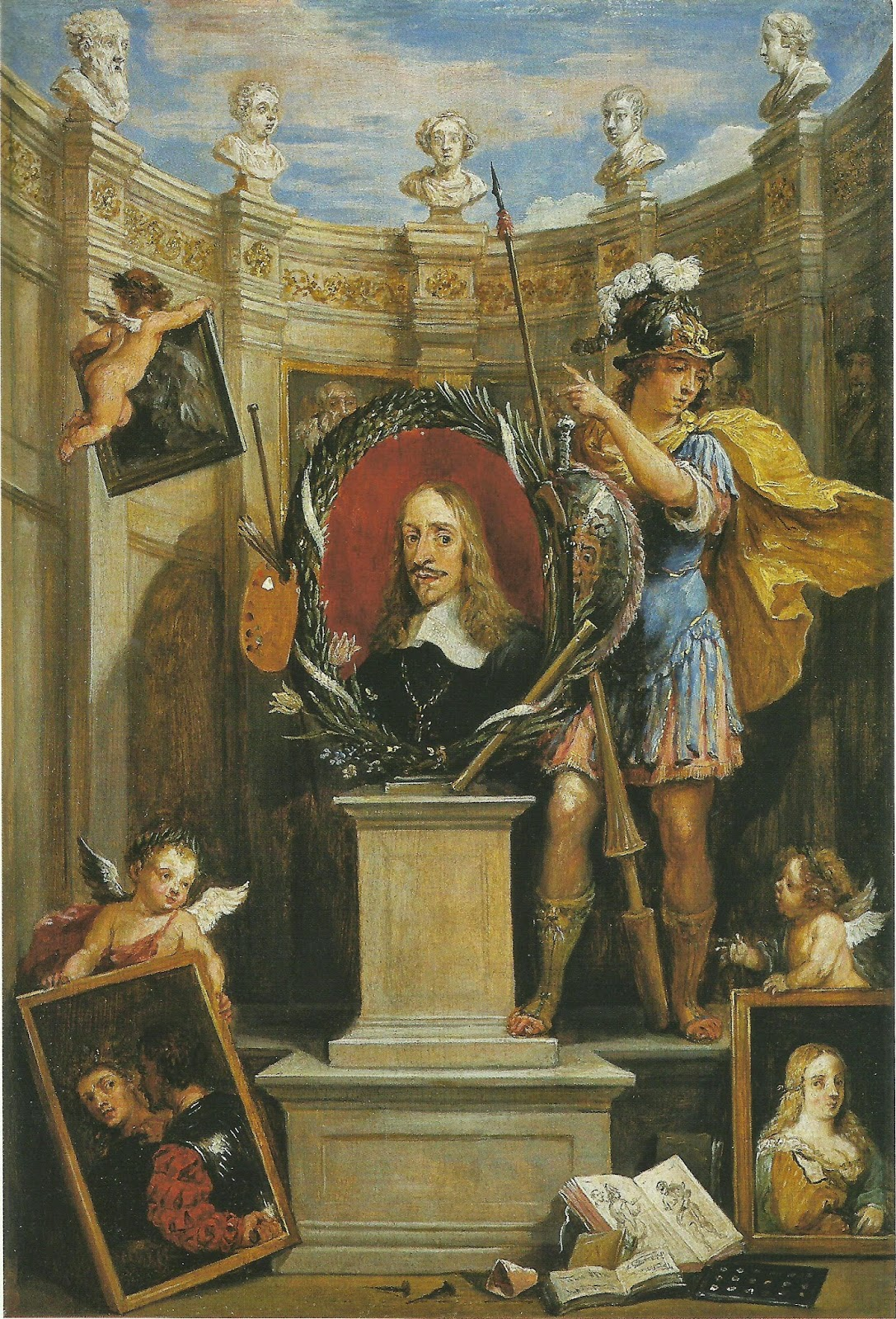
Peinture, avec son pendentif Bravo dans le frontispice du catalogue de 1659-1673 de Teniers le Jeune
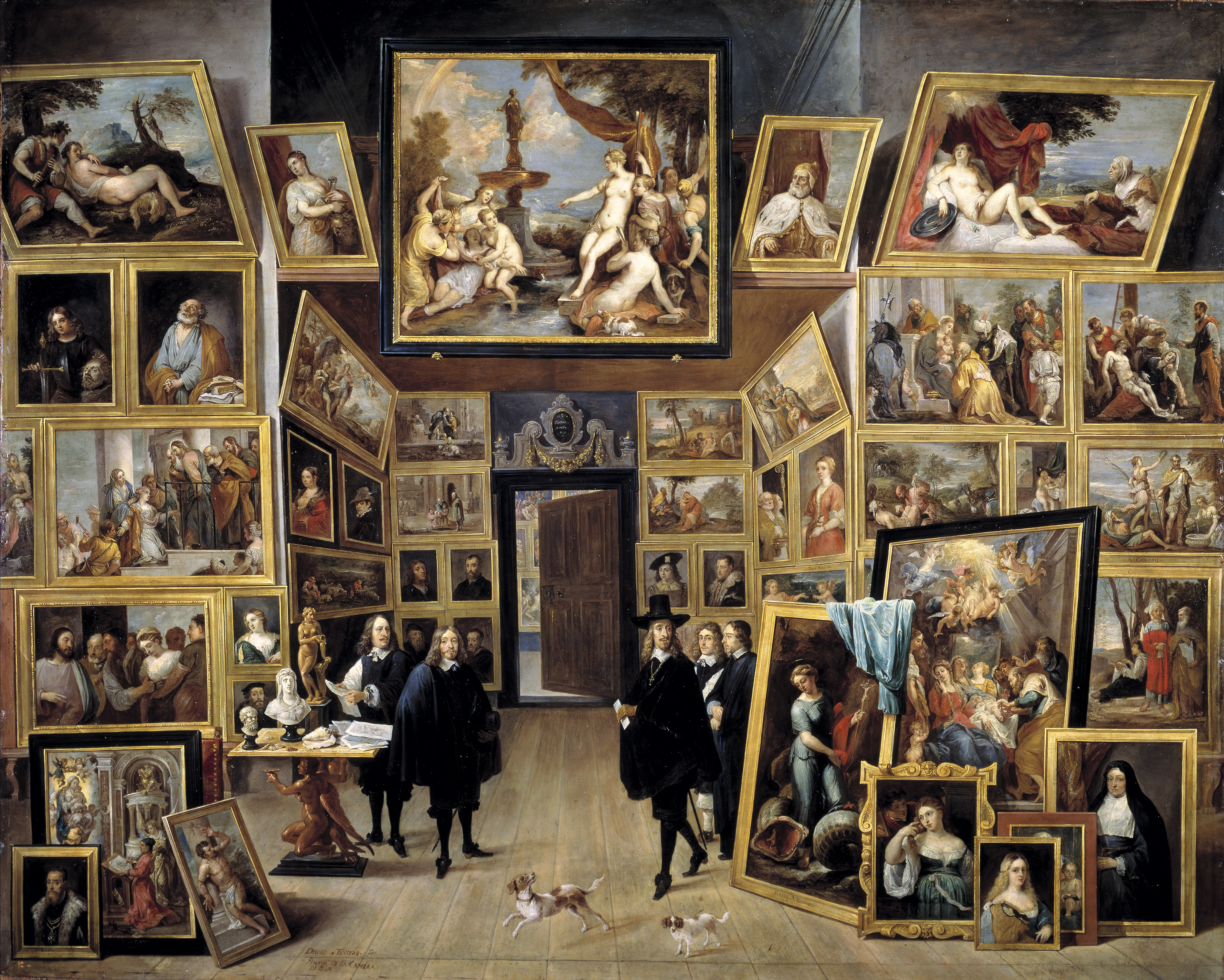
La galerie de l'Archiduc (musée du Prado)
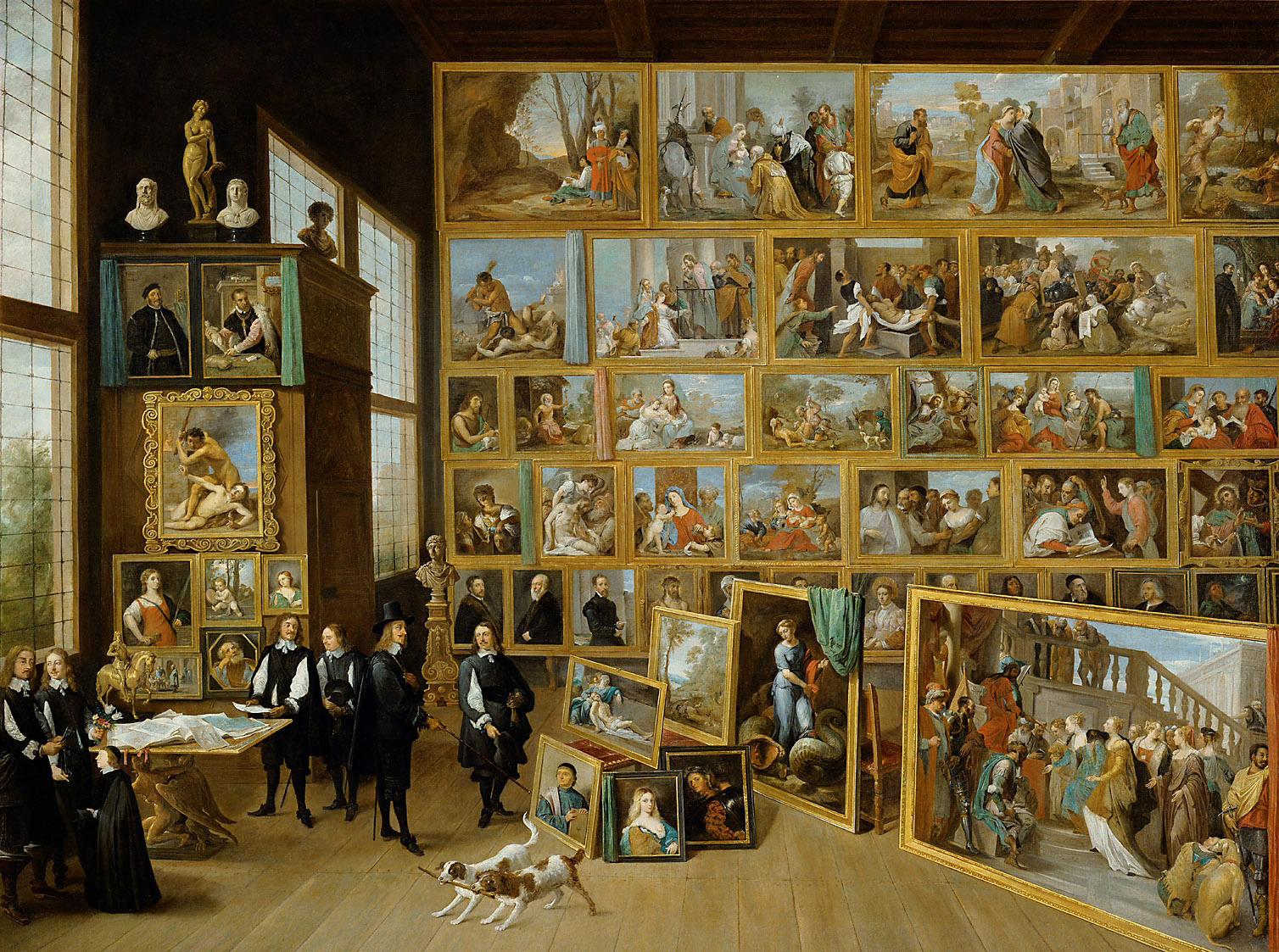
La galerie de l'Archiduc (Kunsthistorisches Museum)
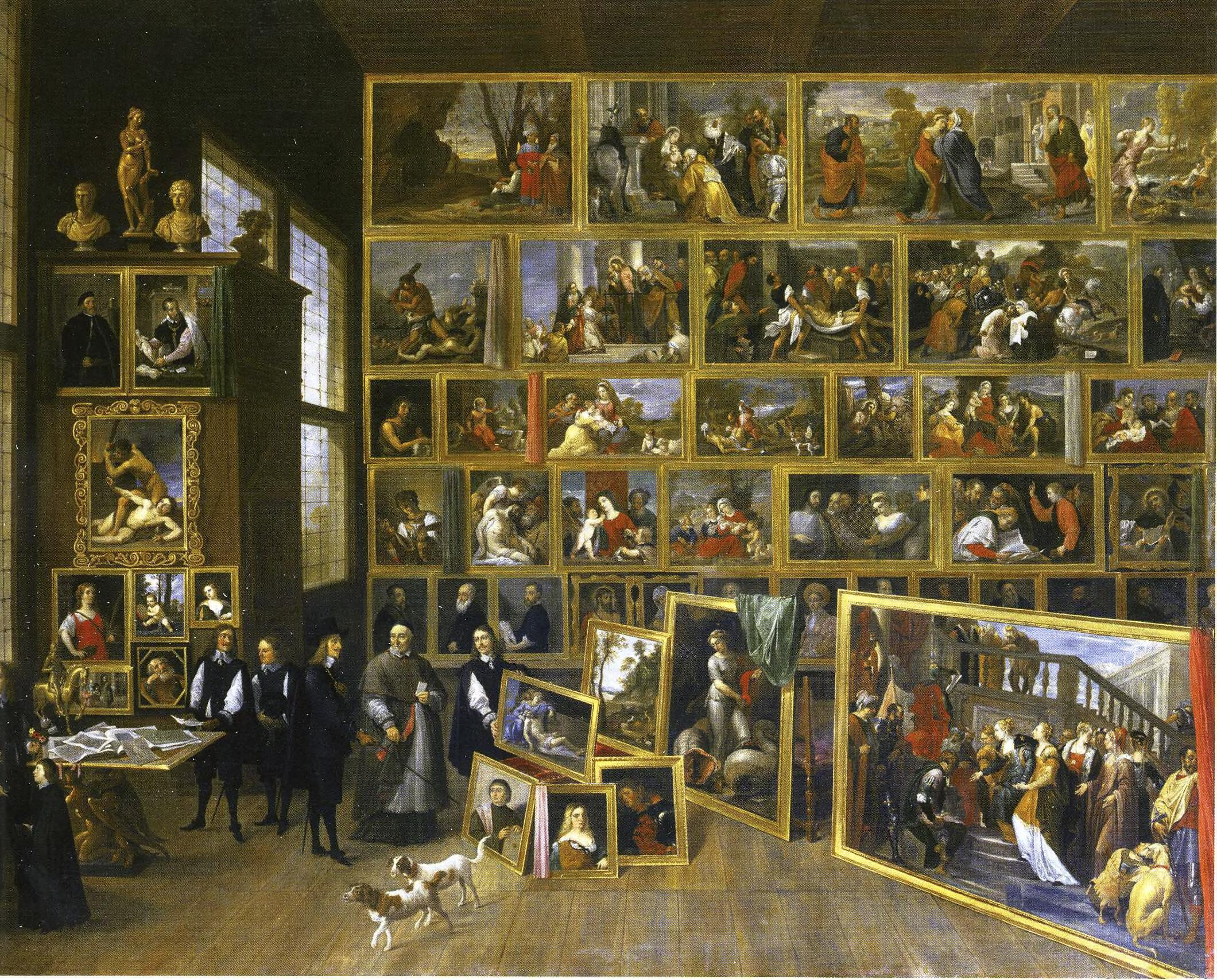
La galerie de l'Archiduc (Petworth House)

## Attribution
L'œuvre a été attribué à Titien par l'historien de l'art italien Roberto Longhi. La femme dépeinte est très similaire à celle de la Sainte Conversation Balbi et une série de portraits de femmes aux cheveux blonds ondulés comme la Femme au miroir, la Flora, la Vanité, la Salomé et la Jeune Femme en robe noire.